# Joe Hicketts
Joseph "Joe" Hicketts, född 4 maj 1996, är en kanadensisk professionell ishockeyback som är kontrakterad till Detroit Red Wings i National Hockey League (NHL) och spelar för deras primära samarbetspartner Grand Rapids Griffins i American Hockey League (AHL). Han har tidigare spelat på lägre nivå för Victoria Royals i Western Hockey League (WHL).
Hicketts blev aldrig draftad.

## Statistik
| 2011–2012  | Okanagan Hockey Academy Midget |            | 51  | 17 | 37  | 54  | 44  | —  | — | —  | —  | —  |
|            | Okanagan Hockey Academy        |            | 12  | 6  | 6   | 12  | 14  | 2  | 0 | 0  | 0  | 0  |
| 2012–2013  | Victoria Royals                | WHL        | 67  | 6  | 18  | 24  | 45  | 4  | 0 | 1  | 1  | 2  |
| 2013–2014  | Victoria Royals                | WHL        | 36  | 6  | 18  | 24  | 12  | 9  | 0 | 2  | 2  | 9  |
| 2014–2015  | Victoria Royals                | WHL        | 62  | 12 | 52  | 64  | 48  | 10 | 0 | 5  | 5  | 0  |
| 2015–2016  | Victoria Royals                | WHL        | 59  | 8  | 53  | 61  | 44  | 6  | 1 | 6  | 7  | 8  |
| 2016–2017  | Grand Rapids Griffins          | AHL        | 73  | 7  | 27  | 34  | 40  | 19 | 1 | 7  | 8  | 8  |
| 2017–2018  | Detroit Red Wings              | NHL        | 5   | 0  | 3   | 3   | 2   | —  | — | —  | —  | —  |
|            | Grand Rapids Griffins          | AHL        | 67  | 3  | 9   | 12  | 32  | —  | — | —  | —  | —  |
| NHL totalt | NHL totalt                     | NHL totalt | 5   | 0  | 3   | 3   | 2   | —  | — | —  | —  | —  |
| AHL totalt | AHL totalt                     | AHL totalt | 140 | 10 | 36  | 46  | 72  | 19 | 1 | 7  | 8  | 8  |
| WHL totalt | WHL totalt                     | WHL totalt | 224 | 32 | 141 | 173 | 149 | 29 | 1 | 14 | 15 | 29 |

### Internationellt
| Källa: Uppdaterad: 2018-01-24 | Källa: Uppdaterad: 2018-01-24 | Källa: Uppdaterad: 2018-01-24 |         | Utv = Utvisningsminuter | Utv = Utvisningsminuter | Utv = Utvisningsminuter | Utv = Utvisningsminuter | Utv = Utvisningsminuter |
| År                            | Lag                           | Mästerskap                    | Matcher | Mål                     | Assists                 | Poäng                   | Utv                     |                         |
| ----------------------------- | ----------------------------- | ----------------------------- | ------- | ----------------------- | ----------------------- | ----------------------- | ----------------------- | ----------------------- |
| 2013                          | Kanada                        | Ivan Hlinkas minnesturnering  | 5       | 0                       | 2                       | 2                       | 8                       |                         |
| 2014                          | Kanada                        | U18-VM                        | 7       | 1                       | 3                       | 4                       | 10                      |                         |
| 2015                          | Kanada                        | JVM                           | 7       | 0                       | 3                       | 3                       | 2                       |                         |
| 2016                          | Kanada                        | JVM                           | 5       | 1                       | 2                       | 3                       | 4                       |                         |
| Junior totalt                 | Junior totalt                 | Junior totalt                 | 24      | 2                       | 10                      | 12                      | 24                      |                         |